# فوربس بورنهام
فوربس بورنهام (انگلیسی: Forbes Burnham؛ ۲۰ فوریهٔ ۱۹۲۳ – ۶ اوت ۱۹۸۵) یک سیاست‌مدار اهل گویان بود.